# ГЕС Ельвкарлебю
ГЕС Ельвкарлебю (швед. Älvkarleby kraftverk) — гідроелектростанція у центральній Швеції. Знаходячись після ГЕС Lanforsen, становить нижній ступінь в каскаді на річці Дальельвен, яка впадає в Ботнічну затоку Балтійського моря.
Станція використовує три бетонні греблі висотою до 15 метрів, ліва з яких перекриває природне річище, а дві інші закривають сідловини та спрямовують потік у короткий — 0,4 км — канал, що прямує по правобережжю та завершується будівлею машинного залу.
У 1917-му ГЕС ввели в експлуатацію з п'ятьма турбінами типу Френсіс загальною потужністю 70 МВт. А у 1988—1991 роках вона пройшла серйозну модернізацію, яка включала зведення нових гребель та розширення машинного залу, котрий додатково обладнали однією турбіною типу Каплан потужністю 55 МВт. Для досягнення такого результату нове обладнання споживало 250 м3/с, при тому що перша черга вимагала 450 м3/с.
Станція використовує напір у 23 метри та виробляє 0,5 млрд кВт·год електроенергії на рік.